# Calappa capellonis
Calappa capellonis, hay cua hộp, là một loài cua thuộc họ Calappidae. Chúng được Laurie công bố mô tả lần đầu tiên vào năm 1906.